# Meztelen diplomata
A Meztelen diplomata 1963-ban bemutatott fekete-fehér magyar akció-vígjáték, Palásthy György filmrendező munkája. A vidám, sokszor burleszkbe hajló történet Rejtő Jenő (P. Howard) izgalmas és mulatságos kalandregényének, a Vesztegzár a Grand Hotelben című kriminek alapötletén alapul, annak szabad átdolgozása. 
A történet egy képzelt dél-tengeri szigeten, „Kis-Lagondán”, a helyi Grand Hotelben játszódik, középpontjában egy dél-tengeri olajlelőhely megszerzéséről folyó titkos diplomáciai tárgyalások, és egy kincset érő adatokat tartalmazó füzetért folyó manőverek állnak, amelybe kívülállóként egy gengszterektől üldözött ügyvéd is belecsöppen. Az egészségügyi vesztegzár miatt minden szereplő a hotelben reked. A parádés szereposztás főbb szerepeit az 1960-as években közkedvelt, kiváló színészek játszották (Márkus László, Krencsey Marianne, Rajz János, Garas Dezső, Szendrő József, Rátonyi Róbert és mások). Apró epizódszerepeiben, sőt csak egy-egy rövid pillanatképben is számos további ismert magyar színész ismerhető fel.
A fekete-fehér filmet egy közelebbről nem azonosítható magyarországi állami szállodában vagy szakszervezeti üdülő folyosóin és szobáiban vették fel. (Külső felvételek gyakorlatilag nincsenek, eltekintve a tengerparti képtől és a maketten felvett autóparkoló képétől). A szobabelsők jól tükrözik a korabeli elterjedt ízlést, számos, ma már régimódinak ható tárgy (asztali rádió, telefonkészülék, pincérhívó csengő, ruhák stb.) láthatók a képsorokon. Mai szemmel nézve feltűnő a szereplők szinte szüntelen cigarettára gyújtása, dohányzása, amit a mai filmekben már gondosan elkerülnek. A Meztelen diplomata „retro” filmként is népszerű, fekete-fehér technikája ellenére, a kiváló operatőri munka, a remek humor és az üresjáratok nélkül, gyorsan pergő jelenetek révén.

## Tartalom

### Csütörtök
A film a narrátor (Sinkovits Imre) bevezető szavaival kezdődik: „Csütörtök volt, 1963-ban. A Dél-tengeri Kis-Lagonda szigeten titkos diplomáciai tárgyalásra készültek két ország diplomatái egy olyan olajkincs kiaknázásáról, amelyről egy harmadik ország azt hitte, hogy az a saját belügye…” Zuhog a trópusi eső. A kis-lagondai Grand Hotelbe a tárgyalás előestéjén megérkeznek a diplomaták, egyfelől Warren úr (Rajz János) és csinos titkárnője, Maud (Krencsey Marianne), másfelől „két napszemüveges úr”, Ascher Oszkár és Pándy Lajos. Nyugovóra térnek, hogy pihenten kezdjék a másnapot.
Egy másik szobában az ideges Smith úrnak (Kautzky Józsefnek) a szobapincér meghozza a rendelt teát. Smith inkognitóban érkezett, Warren úr megbízásából ő hozta magával az olajlelőhelyek titkos térképeit. Akié a füzet, azé az olaj. Smith megissza a teát. Néhány perc múlva telefonálni akar, de rosszul lesz, eszméletét veszti.
Egy nyitva hagyott ablakon át a csuromvizes, pizsamás Félix (Márkus László) mászik be. A pincérhívó csengők táblájánál leüti az éjszakás szobapincért – ez még többször, többekkel is megtörténik e helyen –, majd eltűnik a folyosón. Rövidesen ugyanezen az úton érkezik két üldözője, a Sovány (Garas Dezső) és a Kövér (Szendrő József). Ugyanúgy leütik a szobapincért, majd Félix keresésére indulnak.

### Péntek
Hajnalban dr. Ranke, a szálloda orvosa (Zenthe Ferenc) azzal a szörnyű hírrel ébreszti Wolfgangot, az igazgatót (Rátonyi Róbert), hogy egy Smith nevű vendég fertőző bubópestisben megbetegedett, és azonnal vesztegzár alá kell vonni a hotelt.
Szobájában Maud öltözni készül, kinyitja a ruhásszekrényt, és felsikolt, mert – Rejtő Jenő regényének kezdő sorai szerint – „a szekrényből egy úr lépett elő pizsamában, fején ízléses zöld lámpaernyővel, és barátságosan mosolygott.” Udvariasan bemutatkozik: nevem Félix. Maud az ajtóhoz hátrál: az ismeretlen bizonyára őrült. „Kérem önt – mondta az őrült idegen –, ne kiáltson, mert ezzel vesztét okozná egy jólelkű, vidám embernek, aki amúgy is nyomban távozik.” Saját jó hírét védve, a lány nem engedi a pizsamás Félixet kilépni a szobából, sem az ajtón át, sem az ablakon. Warren úr érkezik, Félix elrejtőzik az ágy alá, és akaratlanul kihallgatja bizalmas beszélgetésüket az olajról, és a füzetről, amelyet Mr. Smith-től várnak.  A rendőrfőnök (Horváth Gyula) kopogtat, és minden vendéget az előcsarnokba kéret. Maud távozik, meghagyva Félixnek, hogy tűnjön el. Félix pizsamában, mezítláb, kezében törülközővel elindul az üres folyosókon, ruhát keresve.

A rendőrség bejelenti a vesztegzárat (Horváth Gyula, Kaló Flórián)

Bejelentik a vesztegzárat, a katonák kordont húznak a szálló köré, a vendégeken kívül az utcáról is betuszkolnak néhány járókelőt, köztük egy renitens csavargót (Alfonzó) és egy félvilági hölgyet (Simor Erzsi). A rendőrfőnök nyugalomra szólít fel, erre kitör a pánik, amelyet a bevonuló fúvós zenekar sem enyhít. Riasztólövést adnak le, csőrepedés támad, a hideg zuhany lecsillapítja a pánikot. A vendégek többsége méltatlankodva fogadja a hírt, kivéve Armand Vangold terménykereskedőt (Peti Sándor), aki megnyugodva veszi tudomásul, hogy a városban rekedt felesége biztosan nem juthat be a szállodába. Vangold nyomban kikezd Daisy-vel, a trafikoslánnyal (Felföldi Anikó).
Félix egy orvosi köpenyt talál, magára ölti. Véletlenül Smith szobájába nyit be. A halálra készülő beteg rábízza titkát: nála van egy füzet az olajlelőhely térképével. Idegen hatalomnak akarta eladni, de halálos ágyán megbánja hazaáruló bűnét. Kéri az „orvost”, adja le a füzetet a recepción „Jázmin” jeligére, ahol jogos tulajdonosa majd átveszi. Néhány perccel később a megbeszélt jeligével érkező Maud valóban át is veszi a füzetet. Smith közli Félixszel, hogy bubópestise van; Félix (aki addig puszta kézzel nyúlt a beteghez) a hírtől elájul.
A két napszemüveges diplomata (Ascher, Pándy) gratulál Wolfgang szállodaigazgatónak a vesztegzár ötletéért, amellyel távol tartja a sajtót, nyugodt légkört biztosítva a bizalmas tárgyalásokhoz. Megdöbbenve hallják, hogy a mesterségesen beteggé tett személy éppen Smith, aki inkognitóban érkezett, és betegsége veszélyezteti a sikert. Az egyik napszemüveges diplomata (Pándy) álruhában besurran Smith-hez. Biztosítja, hogy mesterséges betegsége csak múló rosszullét. Számon kéri a füzetet, amelyért sok pénzt ígért Smith-nek. Amikor megtudja, hogy a füzet visszajutott Warren úrékhoz, megfenyegeti Smith-t: Ha élni akar, szerezze vissza.
A két gengszter, a Kövér és a Sovány közben átkutatja a szállodát, Félixet keresve, akit a nagyfőnökhöz kell visszavinniük. Szobáról szobára járnak, „Rendőrség!” felkiáltással nyitnak be, mindenféle intim vagy illegális foglalatosság közben meglepve a vendégeket. (Kövér az egyik helyen összeszedi a kártyaasztalon lévő papírpénzt, majd elosztja a Sovánnyal).
Az egészségügyi katonák Félixet orvosnak nézik, mivel fehér köpeny van rajta. Félix találomra „Fertőző!” táblákat aggat egyes szobákra, köztük véletlenül Warren úréra is, aki a tárgyalásra indulna, de a katonák nem engedik ki, így a szobájában reked, ruháit fertőtlenítésre elviszik. Maud értesíti a napszemüveges diplomatákat, hogy Warren elkapta a bubópestist, és kormányától kér további utasítást. Szobafogságában Warren telefont kap: étele mérgezett, és csak akkor ehet veszély nélkül, ha átadja a füzetet. Warren, bár éhezik, visszautasítja a zsarolást (amúgy sincs tudomása a füzet hollétéről). A szobákat végigkutató Kövér–Sovány gengszterduó Smith szobájához érkezik, itt azonban csak a halott Ranke doktort (Zenthe) találják, késsel a mellkasában. Sietve odébb állnak.
Wolfgang igazgatót a szálló elegáns éttermébe hívják: egy lompos, hangoskodó csavargó (Alfonzó), akit a vesztegzár miatt az utcáról tuszkoltak be, főúri vacsorát követel, pezsgővel, azt állítva, hogy máskülönben összetöri a berendezést. Az étterméért aggódó Wolfgang kölcsönadja neki egyik szmokingját. Az étterembe visszainduló vendég azonban a folyosón a pizsamás Smith-be botlik, aki fegyverrel kényszeríti teljes öltözékének átadására.
Félix a tisztítóba küldött ruhák közül elemel egy fekete ruhát. Lemegy a bárba, rendel egy pohár whiskyt, sok jéggel. Találkozik Mauddal, felkéri táncolni. Felgyullad a villany, a vendégek döbbenten merednek Félixre, aki „a szemközti tükörben meglátja magát, és sarkáig végigfut rajta a hideg: Ott áll a bárpultnál, kezében egy pohár ital, és a legszigorúbb hittérítő rend bársonygalléros, papi formaruhája van rajta.” Félix érzi, hogy azonnal kitör a botrány. Harsány szónoklatba kezd: „Emberek! Ebben a házban ma megjelent az elmúlás mementója! Idejöttem, hogy legyek a láthatatlan kéz Nebukadnezár palotája falán! (…) »Méne, méne, tekel ufárszin!«  Eljöttem, hogy táncoljak közöttetek, hogy mulassak veletek, mert így talán süket fületek is meghallja, vak szemetek is meglátja a halált, amikor magasra emelem e bűnös kelyhet, (…) hogy megsemmisítsem, mint a világi bűn jelképét.” Földhöz vágja a poharat, és emelt fővel távozik. A bármixer (Szatmári István) hüledezik: „Ezt értem, de minek kellett bele a jég?”
Az étteremben Wolfgang igazgató ismét szembesül a renitens vendéggel (Alfonzó), aki ezúttal egy szál pizsamanadrágban ül vissza asztalához, azt állítva, hogy az igazgató szmokingját egy pisztolyos alak elvette tőle. A dühöngő igazgató még egy öltönyt felajánl neki. Félix vacsorázni óhajt, de a pincér – böjti nap, péntek lévén – csak egy kis maradék halat kínál a szigorú erkölcsű hittérítőnek. („Húsételeinket bizonyára undorral utasítaná vissza Főtisztelendőséged.”) A dekoratív özvegy Relliné asszony (Váradi Hédi) lép hozzá, akit felizgatott a pap férfias szózata, és szobájába hívja, hogy kitárhassa neki a szívét. Ehelyett azonban a karját tárja ki, és kiveri a pincér kezéből Félix böjti vacsoráját. A „misszionárius” éhesen távozik, mondván, hogy akkor teljes böjtöt fog tartani. A hallban a két gengszterbe ütközik, akik üldözőbe veszik. Menekülés közben Félix ledobja a papi ruhát, pucéran beleütközik az arra járó Signora Rellibe, aki elájul. Félix elrabolja egy liftes fiú formaruháját, ebben bolyong tovább.
Szobájában Maud fenyegető üzenetet kap Smith-től: Ha nem adja át a füzetet, Warren úrral együtt meghal. A füzetet egy bekopogó küldöncnek kell átadnia, de a sötétségben ehelyett az éppen odaérkező Félix kezébe nyomja. Smith megtámadja Félixet, de az kivágja magát és visszaviszi a füzetet Maudnak. A szobákat kutató gengszterpáros közben beleütközik a rendőrfőnökbe. Magándetektívnek adják ki magukat, és segítséget kérnek Félix megtalálásához. A rendőrfőnök és két gengszter közösen kutatják át Maud szobáját is, és a Sovány rábukkan a menekülőre a szekrényben, de nem szól egy szót sem, csak annyit, hogy „itt sincs!”. Újabb fenyegető levél érkezik Smith-től, aki a füzet átadását követeli. A két gengszter, lerázva a rendőrfőnököt, visszatér Félixért, aki a trafikos lánnyal hetyegő Vangold szobáján keresztül menekül, nyomában üldözői.
A ruháitól megfosztott Warren úr eközben megszerzi a Kövér gengszter nadrágját és benne a pisztolyát. Ezzel leüti az ajtajánál álló szanitéc katonát (Kibédi Ervin), magára ölti annak egyenruháját, és végre elhagyhatja szobáját. Félix (a liftes fiú egyenruhájában) véletlenül éppen a napszemüveges diplomaták szobájába hatol be, hogy lezuhanyozzon és rendes ruhát lopjon. A hazatérő diplomaták elől a tűzlétrára menekül, anyaszült pucéran, itt azonban a két gengszter elcsípi. Megtudjuk, hogy Félix a gengszterfőnök ügyvédje, nem kószálhat szabadon, mert túl sokat tud a főnökről. A szerelmes Félix azonban rábeszéli őket, segítsenek megmenteni Maud életét, és visszaszerezni a liftes egyenruha zsebében maradt füzetet.
A napszemüveges diplomaták Wolfgangtól az elhagyott formaruha tulajdonosának megbüntetését követelik. Az igazgató egy szobapincérrel elviteti az egyenruhát, benne a füzettel, ezt a Sovány gengszter rövid úton visszaszerzi. Félix magát Wolfgangot üti le a folyosón, így elegáns öltönyre tesz szert. 
A Kövér gengszter számára nehezen találnak nadrágot, végül egy testes, skót szoknyás urat ütnek le. Warren úr a szanitéc egyenruhájában előjön, de beleütközik az általa levetkőztetett szanitécbe (Kibédi), aki viszont a Kövér gengszter nadrágját igyekszik magán tartani. Felbukkan Vangoldné, és rajtakapja férjét a trafikos lánnyal. Nagy kergetőzés kezdődik.

A két napszemüveges úr: Ascher Oszkár és Pándy Lajos

Félix, immár elegáns ügyvédként felajánlja Maudnak maga és a két „társa” közreműködését. Warren úr helyett ők ülnek tárgyalóasztalhoz. Félix szóvirágos beszéddel, blöfföléssel irányít, a gengszterek – akiket Félix „Az Egyházakat Benzinnel Ellátó Társaság” képviselőiként mutat be – csak asszisztálnak. A napszemüvegesek gyanút fognak, de a Kövér gengszter pisztollyal kényszeríti őket maradásra. Éjfélre tűzik ki az aláírást. A napszemüvegesek úgy számítanak, Smith addigra visszaszerzi a titkos füzetet és az már a kezükben lesz. Éjfél előtt kialszik a villany, egy alak betör Maud szobájába, elragadja a füzetet, néhány lövés is elcsattan. Félix és a gengszterek a tolvaj üldözésére indulnak. A lövésektől felriadt vendégeket a rendőrfőnök hiába nyugtatja: „Mindenki őrizze meg nyugalmát, a rendőrség fenntartja a rendet!” Erre persze ismét kitör a pánik és mindenki rohanni kezd a folyosón. Hozzák az elfogott szobapincért, aki lekapcsolta az áramot. Ez bevallja, hogy az utasítást attól az úrtól kapta, akinek korábban a mérgezett teát vitte, azaz Smith-től.
Félix veszi át az irányítást: „Senki se maradjon a szobájában! Őrséget a diplomaták ajtaja elé, minden gyanús személyt leütni!” A rendőrfőnökkel Smith szobájába loholnak, itt megtalálják a leszúrt Ranke doktort. Hisztérikus kutatás kezdődik Smith után. A Kövér gengszter szorgalmasan leüt mindenkit, aki gyanús. Az üldözött Smith telefonon a bárba hívja megbízóit, hogy feltűnés nélkül átadhassa nekik a megszerzett füzetet. A vendégsereg közben üldözőbe veszi az egy szál nadrágban menekülő szanitéc katonát (harsány burleszk-jelenetek). Egy csöndes percben Félix elmagyarázza a rendőrfőnöknek az egész machinációt: a bubópestisnek látszó átmeneti tüneteket a napszemüvegesek megbízásából mesterségesen idézték elő. Sajnos véletlenül éppen Smith-t mérgezték meg, aki azt hitte, halálán van, ezért visszajuttatta Warrennek a füzetet, amit sok pénzért a riválisoknak ígért. Amikor megtudta, hogy mégsem beteg, vissza akarta szerezni a füzetet. Őrá senki sem gyanakodott, hiszen hivatalosan betegen feküdt. Megölte az orvost, nehogy kiderüljön az igazság. A többi „beteg” pedig nem beteg, mondja Félix: Valaki, bizonyára egy „felelőtlen alak” „Fertőző!” táblákat biggyesztett az ajtajukra. Ostoba tréfa!
Már csak Mr. Smith-t kell elfogni. Mindenki a bárba csődül: a Wolfgang ruháját viselő renitens csavargó, a Kövér gengszter nadrágját vonszoló szanitéc, a szanitéc egyenruhájában feszítő Warren úr, a felesége elől menekülő Vangold úr, vendégek, gengszterek, katonák, rendőrök és a fúvós-zenekar. Hosszan tartó, látványos tömegverekedés alakul ki, amelyet végül a rémült Wolfgang igazgató könyörgésére Félix és a két gengszter „tapintatosan” lerendez, a még mozgókat fejbe verve. Maga az üldözött Smith is felbukkan, a gengszterduó rövid tűzpárbaj során lelövi. A füzetet megtalálják nála és visszaadják Maudnak.

Végkifejlet (Szendrő József, Garas Dezső, Rajz János)

### Szombat
Másnap reggel a viharvert Warren úr folytatja a megszakadt tárgyalásokat. Ünnepélyesen aláírják a szerződést, majd mindenki búcsúzik. Warren úr a két gengszternek csak szavakban köszöni meg a támogatást, de egy vasat sem ad nekik. A frusztrált Kövér gengszter ellopja Warren úr pénztárcáját, de alig talál benne készpénzt. Csalódottan kihajítja az ablakon, egyenesen az indulni készülő napszemüveges diplomata urak autójára. Azok meglepődve látják, hogy benne van az olajlelőhelyek titkos térképe, az egész szerződés igazi záloga. Azonnal beugranak a kocsiba, hogy elmeneküljenek. A felháborodott Warren úr egyre nagyobb összegeket ígér a két gengszternek, ha visszaszerzik. Azok, ahogy kezükben a 200.000 dollárról szóló csekk, máris akcióba lépnek, és tüzelve az autó után vetik magukat. Félix és Maud végtelen csókban borulnak össze.

## Szereposztás
| Szerep                                          | Színész           |  | Szerep                         | Színész                                                |
| Narrátor hangja                                 | Sinkovits Imre    |  | Mr. Smith                      | Kautzky József                                         |
| Warren úr                                       | Rajz János        |  | Renitens, hajléktalan „vendég” | Alfonzó (Markos József)                                |
| Maud, Warren úr titkárnője                      | Krencsey Marianne |  | Szanitéc katona                | Kibédi Ervin                                           |
| Félix Martin (a regényben Van der Gulden Félix) | Márkus László     |  | Bármixer                       | Szatmári István                                        |
| Sovány gengszter                                | Garas Dezső       |  | Vangold úr, terménykereskedő   | Peti Sándor                                            |
| Kövér gengszter                                 | Szendrő József    |  | Özvegy Relliné                 | Váradi Hédi                                            |
| Wolfgang, hoteldirektor                         | Rátonyi Róbert    |  | Daisy, a trafikoslány          | Felföldi Anikó                                         |
| Dr. Ranke, orvos                                | Zenthe Ferenc     |  | Süket öregúr                   | Siménfalvy Sándor                                      |
| Napszemüveges diplomata 1                       | Ascher Oszkár     |  | Éttermi pincér                 | Szakács Sándor                                         |
| Napszemüveges diplomata 2                       | Pándy Lajos       |  | Félvilági hölgy                | Simor Erzsi                                            |
| Rendőrkapitány                                  | Horváth Gyula     |  | Újságíró                       | György László                                          |
| Szanitéc hadnagy                                | Kaló Flórián      |  | Vendégek, alkalmazottak        | Horkai János, Gyenge Árpád, Gera Zoltán, Gelley Kornél |

## Egyéb emlékezetes gegek a filmből
- „Kérem őrizzék meg nyugalmukat, a rendőrség fenntartja a rendet.” E bejelentésre azonnal kitör a pánik. A szöveg az 1960-70-es években szállóigévé lett Pesten.
- A rendőrfőnök a levegőbe lő, a golyó kilyukasztja a falban a nyomócsövet, spriccelni kezd a víz. A Sovány gengszter (arcán bizonyos helytelenítő kifejezéssel) leteszi újságját, szintén revolvert húz, és ugyanoda lőve elállítja a vízfolyást.
- Signora Relli a bárban a hírneves Crafford főtisztelendőnek hiszi Félixet, aki így válaszol: „Craffordot tavaly megették a Viktória-Nyanza tónál. És most ÉN IS vacsorázni fogok.”
- „Gyanús, gyanús, nem gyanús, gyanús:” a Kövér gengszter (Szendrő) a nyeles palacsintasütőjével „leválogatja” az előtte futkosó vendégek egy részét, mondván „A gyanúsakat egyelőre leütöm, aztán majd lehet szortírozni.”